# Apogonia viridana
Apogonia viridana är en skalbaggsart som beskrevs av Moser 1910. Apogonia viridana ingår i släktet Apogonia och familjen Melolonthidae. Inga underarter finns listade i Catalogue of Life.